# ریچل گورنی
ریچل گورنی (به انگلیسی: Rachel Gurney) (زاده ۵ مارس ۱۹۲۰-درگذشته ۲۴ نوامبر ۲۰۰۱) بازیگر انگلیسی بود.
از فیلم‌ها و مجموعه‌های تلویزیونی که او در آن‌ها نقش آفرینی کرده می‌توان به بازی در فیلم خاکسپاری در برلین و مجموعه‌های تلویزیونی سقوط عقاب‌ها و نیکلاس کوچک اشاره کرد.